# 보훔 루르 대학교

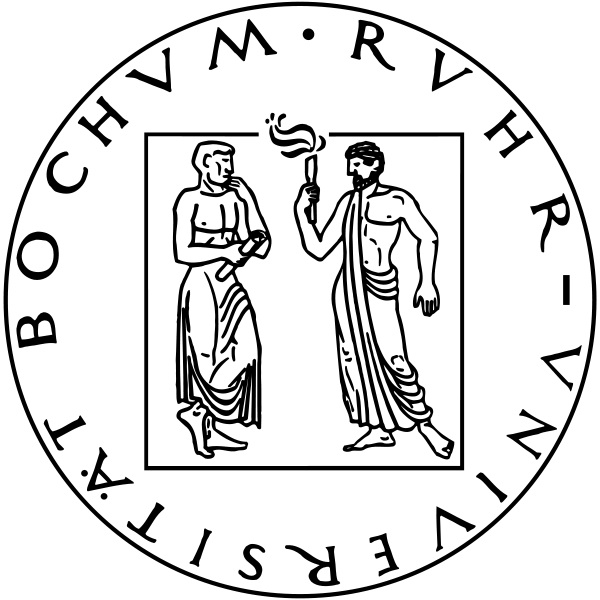
Ruhr-University 정장, 문장

보훔 루르 대학교(독일어: Ruhr-Universität Bochum, RUB)는 2차 세계대전 이후 건립된 독일 최초의 국립 대학교이다.
노르트라인베스트팔렌주(독일어: Land Nordrhein-Westfalen, NRW) 보훔에 있으며, 학생수 45,013명(WS 2015/16 기준, 순위 3위)이 등록되어, 독일 학생들이 가장 선호하는 대학 중 하나이다.
서독은 1945년 세계대전 이후, 초대 수상 콘라트 아데나워를 통해 세계 최고의 경제대국으로 발돋음 하였다. 그와 함께 „경제 기적(독일어: Wirtschaftswunder, 라인강의 기적)“의 중심이라고 일컬러지는 NRW 루르 지방(독일어: Ruhr-Gebiet)에서 성장하는 경제를 뒷받침 할 수 있는 고급 인력 수요와 공급을 찾고 있었고, 서독 유일의 대학교를 계획 하는 것으로부터 보훔 루르 대학교의 역사는 시작된다. 기존의 독일 학제는 해외 유수의 대학과 다른 제도를 구비하여, 학술 및 학생 교류의 문제점이 지적되었다. 그렇지만 현존하는 대학 중 최초로 학제 개편(Bachelor, Master)을 시도하였고 독일의 모든 대학 교과과정은 보훔 루르 대학교를 따르게 되었다.
루르 대학교 인근에는 독일의 국가 연구소인 막스 플랑크 연구소(독일어: Max-Planck-Institut, MPI)가 위치하고 있으며, 대학과 연구소간 활발한 교류가 진행되고 있다. MPI는 지금까지 32번의 노벨상을 받았고 단일 기관으로 세계 역사상 가장 많은 수상자를 배출하고 있다. 놀랍게도 NRW 주에는 수 많은 대학이 있음에도 불구하고 막스 플랑크 연구원의 대부분이 보훔 루르 대학교 물리, 화학 교수직을 유지 하고 있다.
의과대학의 경우 4개의 루르대학교병원과 6개의 종합병원을 관리하여 NRW 루르 지방에서 가장 많은 병상을 확보하였고, 이를 통해 대학에서 가장 많은 투자가 이루어지고 있음을 확인 할 수 있다. 큰 자본금을 바탕으로 세계적 기업인 지멘스, GE, 필립스 등 대기업의 의료 산업협력이 이루어지고 있으며 특히, 의공학(전기, 정보공학부), 생체재료과학(재료 공학부) 그리고 의철학(생명윤리학) 같은 의학관련 학과가 두드러지는 성장세를 보이고 있다.
한국의 동문으로는 제6대 여성가족부 장관 정현백, 호서대학교의 11대 김대현 총장, 백석대학교에서 부총장을 지낸 주도홍 박사와 서울신학대학교의 총장인 황덕형 박사 그의 동생 황돈형 박사, 조용석 박사 그리고 이동영 박사가 있다.

## 대학 및 개설학과
현재 4개 대학부, 20개 단과 대학, 191개 전공으로 이루어져 있다.

### 학부 / 대학원 과정
보훔 루르 대학교의 학부 / 대학원 과정 학과 목록은 다음과 같다. 영문 및 독어로 기재되어 있는 전공은 international 석사 과정으로 영어로 강의가 진행되며, 입학시 영어 자격증이 요구된다.
- 공과대학

공과대학은 전기정보공학부, 기계공학부, 사회환경시스템공학부로 이루어져있다. 주요 교환학생은 미국의 퍼듀 대학교, 드렉셀 대학교와 진행된다.
|  | - 전기전자공학부 - 컴퓨터공학부 - 정보보안공학부 - Lasers and Photonics | - 기계공학부 - 산업공학과 - Materials Science and Simulation 보관됨 2017-06-09 - 웨이백 머신 | - 에너지자원공학과 - 사회기반시스템공학부 보관됨 2017-06-12 - 웨이백 머신 - Computational engineering |

- 자연과학대학

자연과학대학은 화학부, 천문물리학부, 수학부, 생물학부, 지구과학부로 구성된다. 교환학생 대학교는 글래스고 대학교, 카디프 대학교, 셰필드 대학교가 있다.
|  | - 화학과 보관됨 2017-06-11 - 웨이백 머신 - 생화학과 보관됨 2017-06-04 - 웨이백 머신 - 화학교육과 보관됨 2017-06-08 - 웨이백 머신 - Chemie 보관됨 2017-06-11 - 웨이백 머신 - Biochemie 보관됨 2017-06-09 - 웨이백 머신 - Molecular Sciences and Simulation | - 물리학과 보관됨 2017-05-02 - 웨이백 머신 - 의학물리학과 보관됨 2017-09-06 - 웨이백 머신 - 물리교육과 보관됨 2016-11-04 - 웨이백 머신 - 수학과 - 수학교육과 | - 생물학과 - 생명공학과 보관됨 2017-06-12 - 웨이백 머신 - 생물교육과 보관됨 2017-06-23 - 웨이백 머신 - Molecular and Developmental Stem Cell Biology | - 지리학부 보관됨 2017-06-13 - 웨이백 머신 - 지구환경과학부 보관됨 2017-06-13 - 웨이백 머신 - 지구교육과 보관됨 2018-08-11 - 웨이백 머신 - Transformation of Urban Landscapes 보관됨 2021-06-18 - 웨이백 머신 |

- 인문대학

인문대학은 인문학부, 사학부, 철학부로 구성된다.
|  | - 독어독문학과 - 불어불문학과 - 영어영문학과 | - 이탈리어문학과 - 스페인어문학과 - 러시아학과 | - 슬라브어학과 - 로만슈어학과 - 라틴어학과 - 언어학과 | - 독어교육과 - 불어교육과 - 영어교육과 | - 이탈리어교육과 - 스페인어교육과 - 그리스어교육과 - 러시아어교육과 | - 사학과 - 고고학과 - 미술사학과 - 현대미학과 | - 중세르네상스학과 - 역사교육과 - 고대사학과 - 고대고고학과 | - 철학과 - 윤리교육과 - 교육학과 - 교육공학과 |

- 사회과학대학

사회과학대학은 사회학부, 심리학부, 스포츠과학부, 신문방송학부, 영상예술학부로 이루어져있다.
|  | - 사회학부 - 문화사회학과 - 정치경제학과 - Humanitäre Hilfe | - 성연구학과, Gender Studies - 사회교육과 - European Culture and Economy | - 심리학과 보관됨 2017-06-19 - 웨이백 머신 - 경제심리학과 보관됨 2017-06-20 - 웨이백 머신 - 심리학부 행동신경과학전공 보관됨 2017-06-20 - 웨이백 머신 - 심리학부 임상심리학전공 보관됨 2017-09-12 - 웨이백 머신 - Cognitive Science | - 스포츠과학부 - 체육교육과 | - 신문방송학과 보관됨 2017-10-30 - 웨이백 머신 - 신문방송학과 미디어전공 | - 연극영화학과 - 영상시나리오학과 |

- 경영대학

경영대학은 경제경영학부를 중심으로 하여 경영학과 경제학으로 나뉘며 노르트라인베스트팔렌 주에서 가장 유명한 학과 중 하나이다.
|  | - 경제경영학부 보관됨 2017-07-14 - 웨이백 머신 | - 경영학과 | - Economic | - 정치경제학과 보관됨 2017-07-15 - 웨이백 머신 | - 세일즈경영학과 보관됨 2017-07-15 - 웨이백 머신 | - Development-Management 보관됨 2017-07-02 - 웨이백 머신 | - 회계학과 |

- 법과대학

법과대학은 학,석사통합 국가사법고시 과정인 법학과와 그 외 학사와 석사가 분리된 학과들이 존재한다.
|  | - 법학과 | - 서유럽경제법학과 | - 경찰행정학과 | - 경제조세법학과 | - Ethics – Economics, Law and Politics | - Criminal Justice, Governance and Police Science |

- 동아시아대학

독일 유일의 동아시아 대학은 한국학, 중국학, 일본학으로 분류되어 있다. 한국학을 공부하는 독일 대학생 많기 때문에 Koreanisch-Deutsch 언어를 배우기 위한 활동이 활발하게 진행되고 있다.
|  | - 한국학과 | - 중국학과 | - 일본학과 | - 동아시아정치경제학과 | - 동아시아정치학과 | - 동아시아학과 | - 중국어교육과 | - 일본어교육과 |

- 신학대학

신학대학은 천주교와 기독교로 이루어져있다.
|  | - 가톨릭신학과 | - 개신교신학과 | - 가톨릭신학교육과 | - 개신교신학교육과 |

- 의과대학

|  | - 의예과 |

## 학생지원

### 등록금
Ruhr University Bochum의 최근 등록금 현황은 다음과 같다.
|  | - 2018년 겨울학기 316.28유로 - 2017년 여름학기 311.88유로 | - 2017년 겨울학기 303.04유로 - 2016년 여름학기 303.04유로 | - 2016년 겨울학기 295.28유로 - 2015년 여름학기 295.28유로 |

2018년도 겨울학기 316.28유로(한화 약 42만원)는 대학운용기금 105유로(AKAFÖ), 학생회지원금 21.90유로(ASTA), 교통비 189.38유로(NRW-Ticket)으로 이루어져있다. 보훔루르대학의 경우 타 대학에 비해 약 20유로(한화 2만 7천원)정도 비싸다. 하지만 학생을 위한 정보시스템과 학교운용체제 그리고 학부당 운용되는 학과사무실과 도서관의 규모가 다른대학에 비해 월등히 크다. 그 외 액수는 주정부에서 막대한 지원금으로 투자하고 있으며, 이것은 독일 학생들이 이 대학을 가장 선호하고 많은 학생 수를 보유하는 이유이다.

### 교통비
노르트라인베스트팔렌주(독일어: Land Nordrhein-Westfalen, NRW)의 면적은 서울, 경기도, 강원도 전체를 합한 면적과 비슷하다. 학생들은 NRW의 전체를 무료로 이동할 수 있으며 한국의 무궁화호인 레기오날반(독일어: Regional Bahn, RE 혹은 RB )까지 이용할 수 있다. 이것은 독일 전체에서 가장 부유하다고 알려진 NRW주 대학의 소속 학생들만 이용 가능하며, 그 외 타 대학은 자신이 속한 작은 도시만 이용가능하기 때문에 교통비 혜택을 누릴 수 없다. 한학기 당 교통비 189.38유로(한화 약 25만원)로 NRW의 전체 교통비를 사용하는 것은 실로 굉장한 혜택이 아닐 수 없다. 실제 성인이 구매할 경우 10배 이상의 가격을 지불해야한다.

### 기숙사
학생 숙소는 대학 기숙사와 사설 기숙사로 나뉜다. 대학 기숙사는 학생 또는 학업 목적의 방문객들이 머물 수 있는 공간이며 관리가 철저하게 이루어진다. 학생으로서 최대 5년 거주 할 수 있다. 반면에 사설 기숙사는 종교 단체 혹은 정당의 지원하에 관리되며, 기숙사의 거주 제한이 없다. 즉 학업 이외의 목적으로 거주 할 수 있기 때문에 관리 측면에서는 대학 기숙사가 더 나은편이지만, 통제 기준의 융통성 있다는 장점도 있다.

대학 소속 기숙사 AKAFÖ(Akademisches Förderungswerk)
- Auf der Papenburg, 9-15 & 17-21, 44801 Bochum
- Benölkenplatz 3, 46399, Bocholt
- Buscheyplatz 1, 1a & 5, 44801, Bochum
- Eulenbaumstraße 243/253, 44801, Bochum
- Glücksburger Str. 27-41, 44799, Bochum
- Kollegstraße 2, 44801, Bochum
- Laerheidestraße 26, 44799, Bochum
- Laerholzstraße 17-19, 44801, Bochum
- Laerholzstraße 7-13b, 44801, Bochum
- Laerholzstraße 80, 44801, Bochum
- Markstraße 105, 44801, Bochum
- Markstraße 137, 44803, Bochum
- Markstraße 190, 44799, Bochum
- Overbergstraße 15, 44801, Bochum
- Querenburger Höhe 97, 99 & 100, 44801, Bochum
- Spechtsweg 10-18, 44801, Bochum
- Stiepeler Straße 131, 131a & 131b, 44801, Bochum
- Stiepeler Straße 71a, 44799, Bochum
- Sumperkamp 9-15, 44801, Bochum
- Wodanstraße 7a-7f, 45891, Gelsenkirchen

사설 기숙사 Private Wohnheime
- Martin-Luther-King-Haus : Schlüterweg 2 – 4, 44799, Bochum
- Studentenwohnheim des ÖSW : Girondelle 78, 44799, Bochum
- Rosa-Parks-Haus : Laerheidestraße 10, 44799, Bochum
- Roncalli-Haus[깨진 링크(과거 내용 찾기)] : Laerheidestraße 28, 44799, Bochum
- Wohnheim Westhoffstraße[깨진 링크(과거 내용 찾기)] : Westhoffstr. 15, 44791, Bochum
- Studentenhaus Laerholzstrasse[깨진 링크(과거 내용 찾기)] : Laerholzstraße 21, 44801, Bochum
- Wohnheim der KHG : Querenburger Höhe 286, 44801, Bochum